# Gare de Washago
La  gare de Washago est une gare ferroviaire canadienne, située à Ramara dans la province de l'Ontario.
C'est un point d'arrêt Via Rail Canada, desservie par Le Canadien.

## Histoire
Depuis le 28 septembre 2012, le service du Northlander n'est plus assuré.

## Service des voyageurs

### Accueil
Point d'arrêt sans personnel, elle dispose d'un abri

### Desserte
Washago est desservie par Le Canadien, sur la relation Vancouver-Toronto.

### Intermodalité
Le stationnement des véhicules est possible à proximité.